# Břasy
Břasy (en allemand : Wranow) est une commune du district de Rokycany, dans la région de Plzeň, en République tchèque. Sa population s'élevait à 2 306 habitants en 2021.

## Géographie
Břasy se trouve à 12 km au nord de Rokycany, à 19 km au nord-est de Plzeň et à 68 km à l'ouest-sud-ouest de Prague.
La commune est limitée par Němčovice, Újezd u Svatého Kříže et Radnice au nord, par Přívětice, Bezděkov et Březinaà l'est, par Osek, Bušovice et Všenice au sud, et par Nadryby, Hromnice à l'ouest.

## Histoire
La première mention écrite du village date de 1379.

## Administration
La commune se compose de quatre sections :
- Břasy
- Kříše
- Stupno
- Vranovice

## Galerie

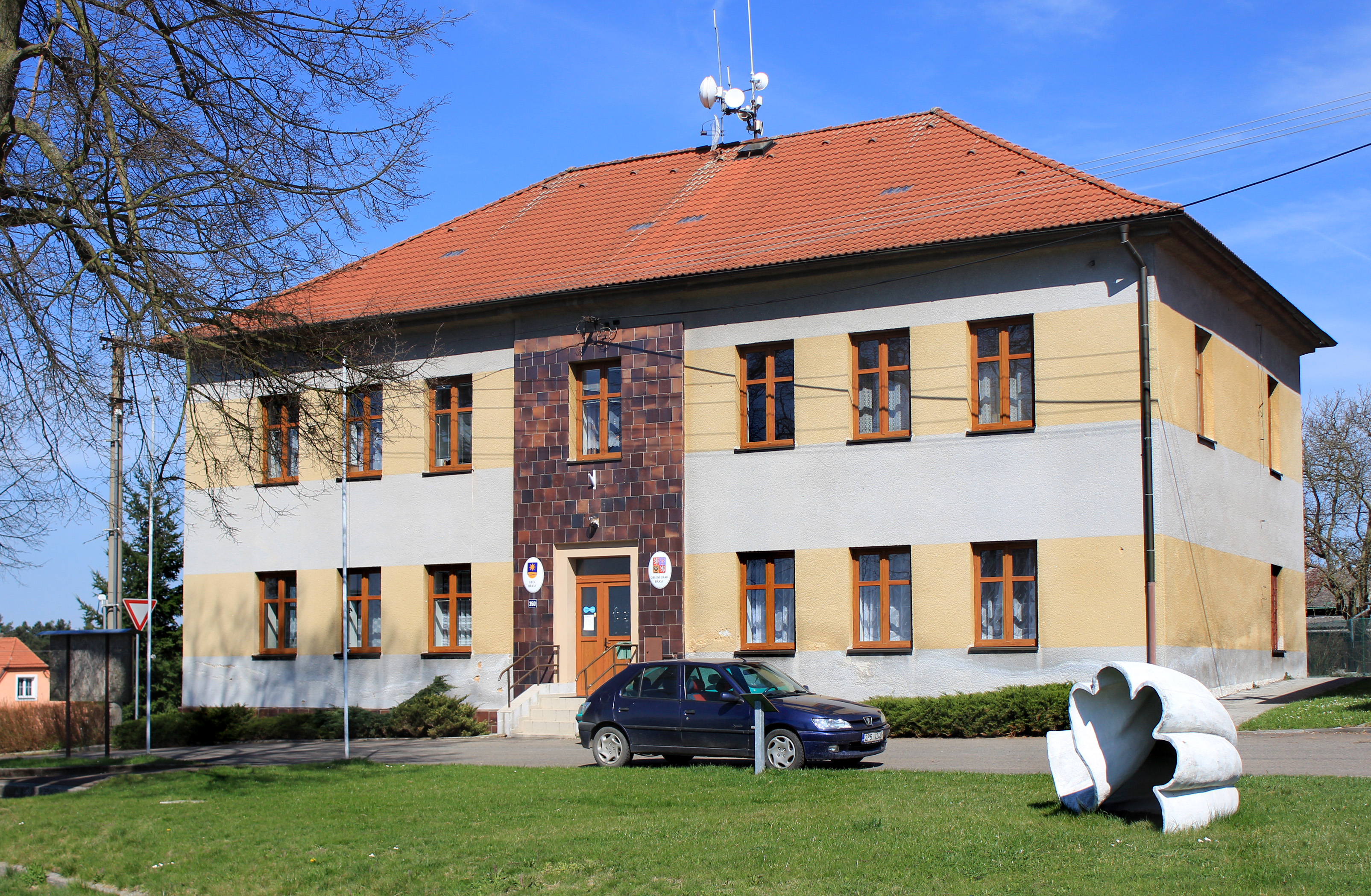
Břasy : la mairie.
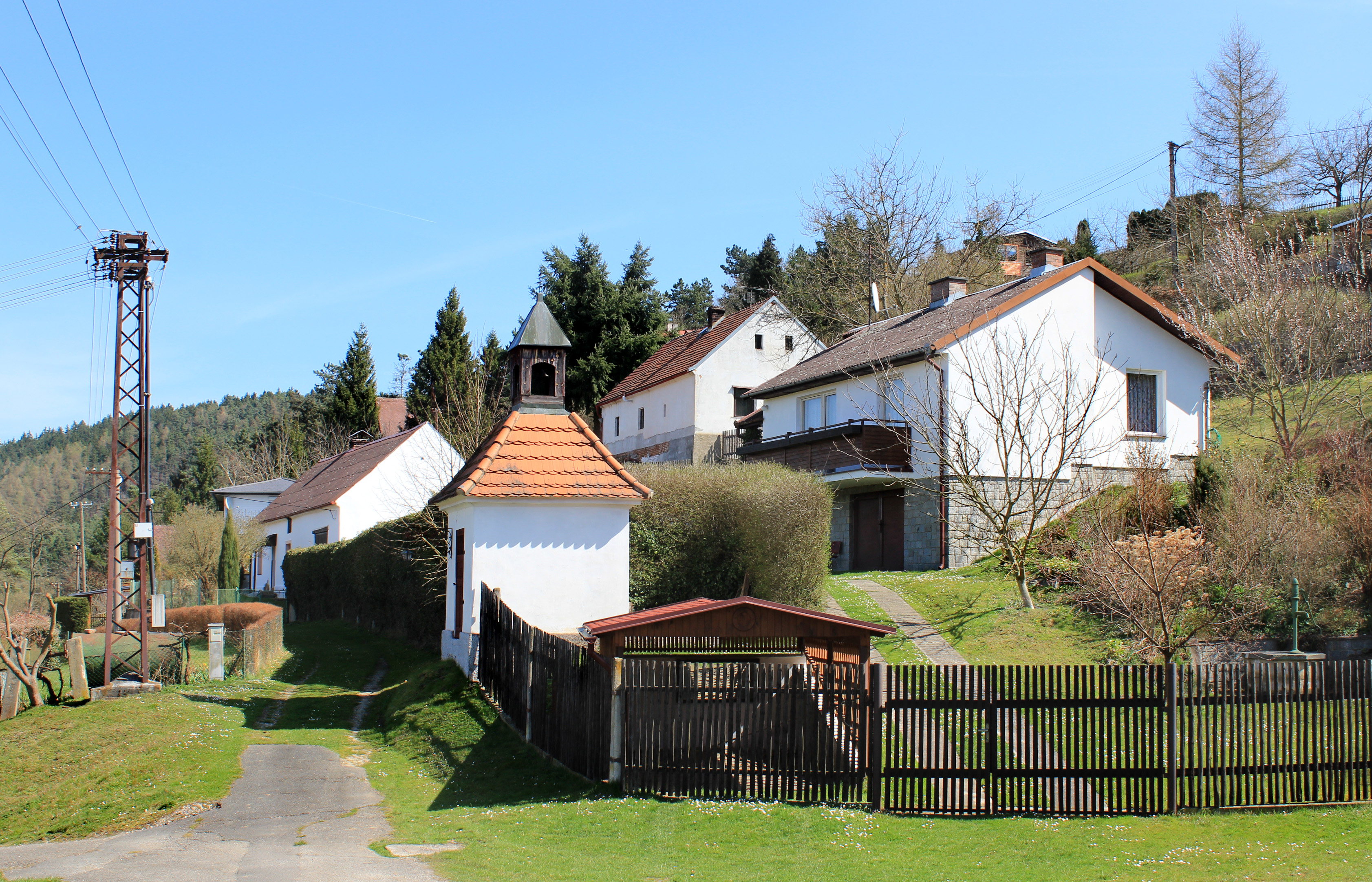
Hameau de Darová.

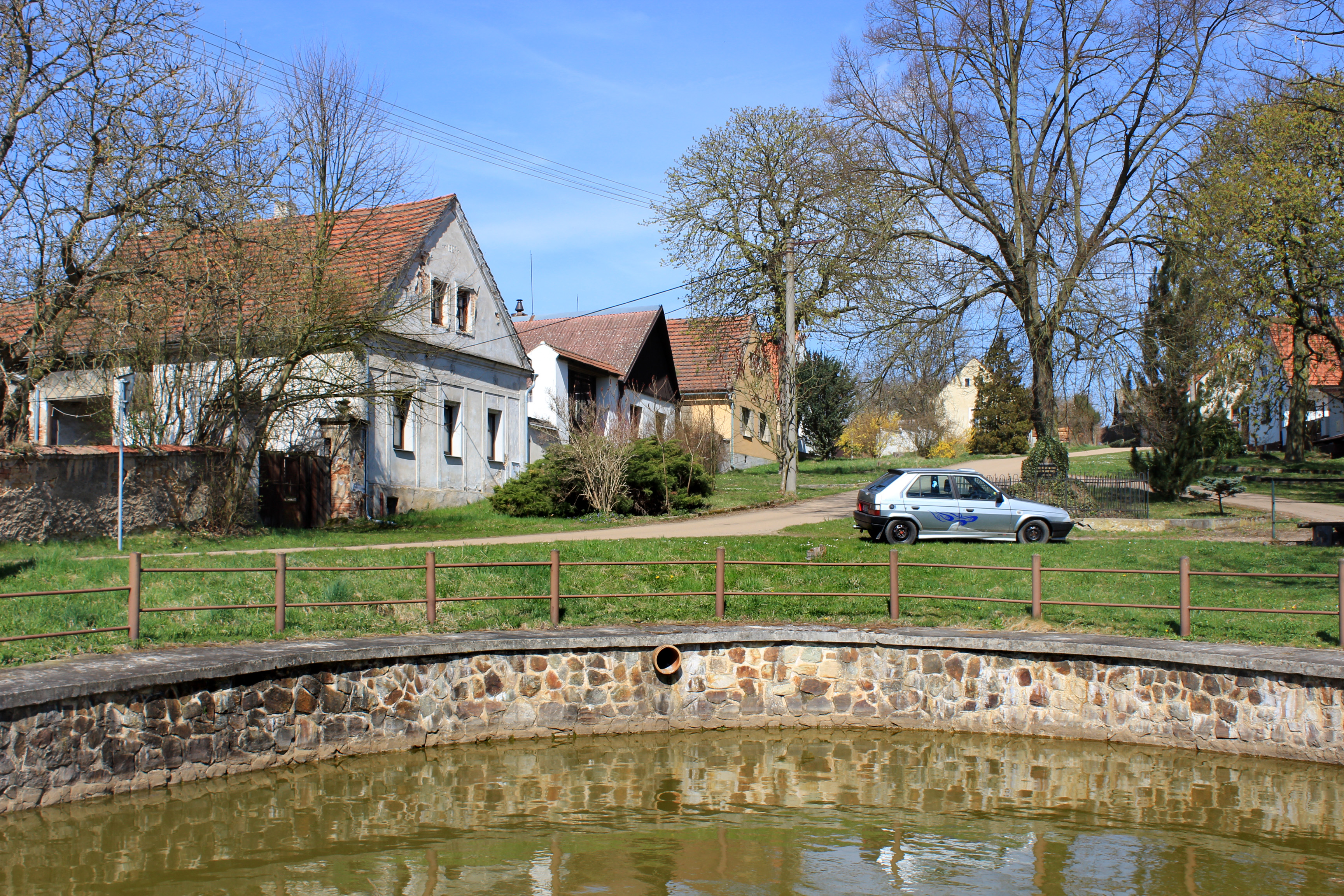
Étang de Vranovice.
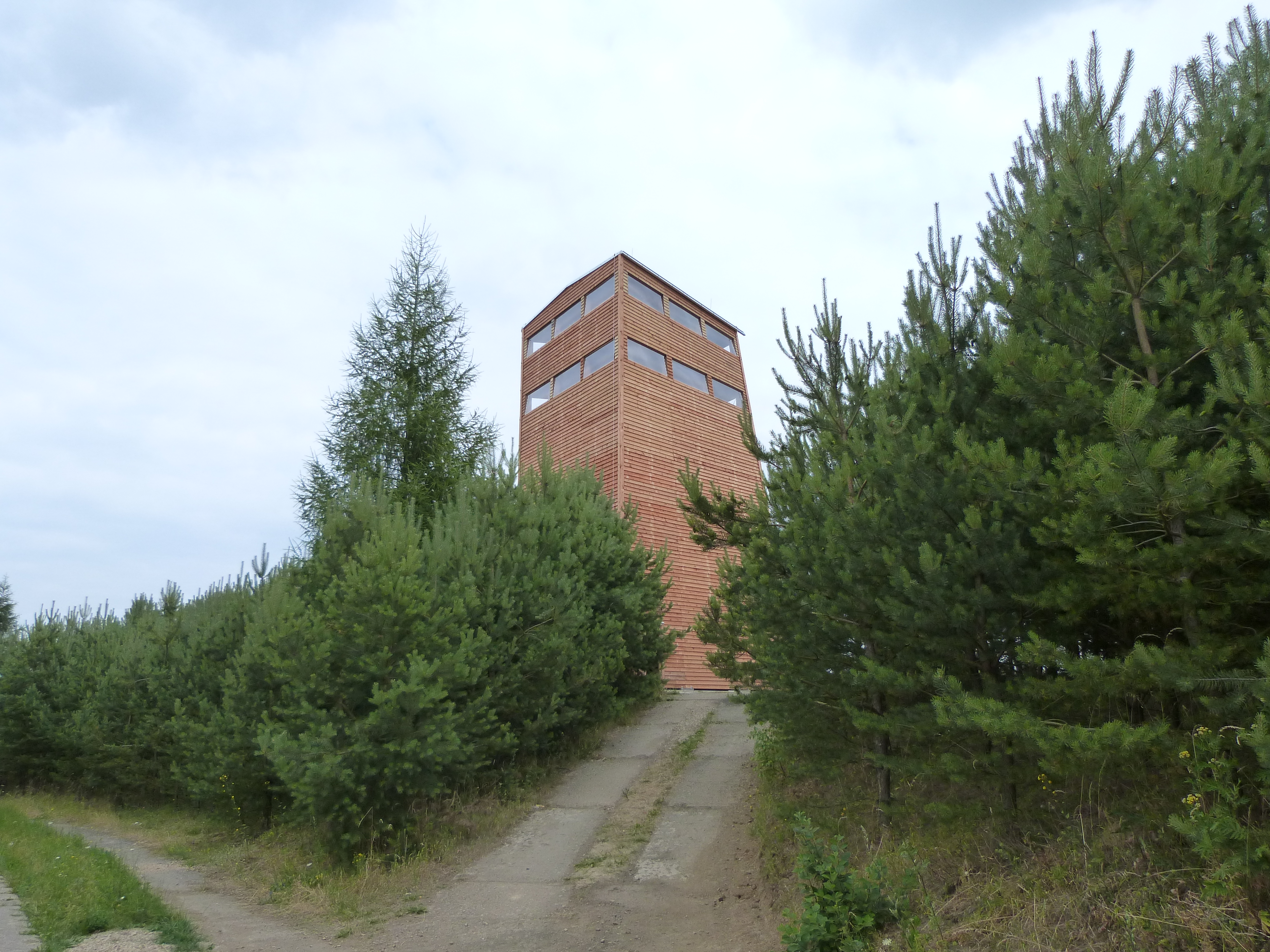
Tour d'observation.

## Transports
Par la route, Břasy se trouve à 13 km de Rokycany, à 22 km de Plzeň et à 79 km de Prague.